# 13421 Holvorcem
13421 Holvorcem eller 1999 VO12 är en asteroid i huvudbältet som upptäcktes den 11 november 1999 av den amerikanske astronomen Charles W. Juels vid Fountain Hills-observatoriet. Den är uppkallad efter amatörastronomen Paulo R. Holvorcem.
Asteroiden har en diameter på ungefär 7 kilometer.